# Алексіс Віла
Алексіс Віла Пердомо (ісп. Alexis Vila Perdomo; нар. 12 березня 1971, провінція Вілья-Клара) — кубинський борець вільного стилю і професійний боєць змішаного стилю, дворазовий чемпіон та срібний призер чемпіонатів світу, дворазовий чемпіон Панамериканських чемпіонатів, чемпіон Панамериканських ігор, чемпіон Центральноамериканських і Карибських ігор, дворазовий володар та срібний призер Кубків світу, бронзовий призер Олімпійських ігор.

## Життєпис
Боротьбою почав займатися з 1986 року.
Виступав за борцівський клуб провінції Вілья-Клара. Тренер — Хуан Кабальєро.
З 2007 року почав брати участь у боях змішаного стилю. Провів 22 поєдинки, у яких здобув 15 перемог та зазнав 7 поразок. Виступає за американський клуб American Top Team.

## Спортивні результати на міжнародних змаганнях

### Виступи на Олімпіадах
| Змагання                    | Збірна | Вагова категорія          | Місце  |
| --------------------------- | ------ | ------------------------- | ------ |
| Літні Олімпійські ігри 1996 | Куба   | вільна боротьба, до 48 кг | Бронза |

На літніх Олімпійських іграх 1996 року в Атланті на шляху до чвертьфіналу здобув три перемоги, в тому числі і над українцем Віктором Єфтені. У чвертьфіналі поступився Армену Мкртчяну з Вірменії, але у поєдинку за бронзову нагороду здолав борця азербайджанського походження, що представляв Росію, Вугара Оруджева.

### Виступи на Чемпіонатах світу
| Змагання                        | Збірна | Вагова категорія          | Місце  |
| ------------------------------- | ------ | ------------------------- | ------ |
| Чемпіонат світу з боротьби 1993 | Куба   | вільна боротьба, до 48 кг | Золото |
| Чемпіонат світу з боротьби 1994 | Куба   | вільна боротьба, до 48 кг | Золото |
| Чемпіонат світу з боротьби 1995 | Куба   | вільна боротьба, до 48 кг | Срібло |

### Виступи на Панамериканських чемпіонатах
| Змагання                                   | Збірна | Вагова категорія          | Місце  |
| ------------------------------------------ | ------ | ------------------------- | ------ |
| Панамериканський чемпіонат з боротьби 1994 | Куба   | вільна боротьба, до 48 кг | Золото |
| Панамериканський чемпіонат з боротьби 1997 | Куба   | вільна боротьба, до 54 кг | Золото |

### Виступи на Панамериканських іграх
| Змагання                  | Збірна | Вагова категорія          | Місце  |
| ------------------------- | ------ | ------------------------- | ------ |
| Панамериканські ігри 1995 | Куба   | вільна боротьба, до 48 кг | Золото |

### Виступи на Центральноамериканських і Карибських іграх
| Змагання                                     | Збірна | Вагова категорія          | Місце  |
| -------------------------------------------- | ------ | ------------------------- | ------ |
| Центральноамериканські і Карибські ігри 1993 | Куба   | вільна боротьба, до 48 кг | Золото |

### Виступи на Кубках світу
| Змагання                    | Збірна | Вагова категорія          | Місце  |
| --------------------------- | ------ | ------------------------- | ------ |
| Кубок світу з боротьби 1993 | Куба   | вільна боротьба, до 48 кг | Срібло |
| Кубок світу з боротьби 1996 | Куба   | вільна боротьба, до 48 кг | Золото |

### Виступи на інших змаганнях
| Змагання                                                             | Збірна | Вагова категорія          | Місце  |
| -------------------------------------------------------------------- | ------ | ------------------------- | ------ |
| Панамериканський Олімпійський кваліфікаційний турнір з боротьби 1996 | Куба   | вільна боротьба, до 48 кг | Золото |
| Гран-прі Німеччини з боротьби 1996                                   | Куба   | вільна боротьба, до 48 кг | Золото |